# Pastor æternus
Pastor æternus (en français : Pasteur éternel) est la deuxième constitution dogmatique du premier concile du Vatican. À l'origine le texte devait être un traité complet sur l'Église du Christ. Seule la quatrième partie, traitant de la primauté pontificale, fut débattue et votée ; elle fut ensuite promulguée par le pape Pie IX le 18 juillet 1870. Étant donné l'abrupte suspension du concile par l'arrivée des troupes italiennes, aucune autre partie ne fut promulguée. Pastor æternus affirme que le Pape est le supérieur hiérarchique de tous les pasteurs et de tous les fidèles et définit en quelles circonstances il jouit de l'infaillibilité pontificale.

## Contenu
L'intention première du concile était de débattre et produire un traité complet sur l'Église du Christ. Cependant la prise de Rome par les troupes révolutionnaires italiennes contraignit le concile à suspendre ses débats en juin 1870. Ajourné sine die, le concile ne fut jamais repris. L'unique sujet traité de la constitution fut la Papauté, cette partie se terminant avec un 4e chapitre sur l'infaillibilité pontificale. 
Le texte ne dit pas que 'le pape est infaillible' mais bien que, dans certaines circonstances solennelles définies, le pape "jouit de l'infaillibilité que le divin Rédempteur [Jésus-Christ] souhaite que son Église possède en vue de définir une doctrine concernant la foi ou la morale". L'infaillibité est placée dans son contexte ecclésial.

## La primauté du pontife romain
Pastor Æternus affirme en son chapitre 3 la subordination hiérarchique de tous les pasteurs et fidèles au pape, puis rappelle la nature du pouvoir épiscopal, rappelle qu'un concile n'est pas supérieur au pape et enfin conclut par un anathème :

### Subordination hiérarchique au pape
Pastor æternus :
«  Nous enseignons et déclarons que l'Église romaine possède sur toutes les autres, par disposition du Seigneur, une primauté de pouvoir ordinaire, et que ce pouvoir de juridiction du Pontife romain, vraiment épiscopal, est immédiat. Les pasteurs de tout rang et de tout rite et les fidèles, chacun séparément ou tous ensemble, sont tenus au devoir de subordination hiérarchique et de vraie obéissance, non seulement dans les questions qui concernent la foi et les mœurs, mais aussi dans celles qui touchent à la discipline et au gouvernement de l'Église répandue dans le monde entier. Ainsi, en gardant l'unité de communion et de profession de foi avec le Pontife romain, l'Église est un seul troupeau sous un seul pasteur. Telle est la doctrine de la vérité catholique, dont personne ne peut s'écarter sans danger pour sa foi et son salut. »

### Nature du pouvoir épiscopal
Pastor æternus  :
«  Ce pouvoir du Souverain Pontife ne fait nullement obstacle au pouvoir de juridiction épiscopal ordinaire et immédiat, par lequel les évêques, établis par l'Esprit Saint [Ac 20, 28] successeurs des Apôtres, paissent et gouvernent en vrais pasteurs chacun le troupeau à lui confié. Au contraire, ce pouvoir est affirmé, affermi et défendu par le pasteur suprême et universel, comme le dit saint Grégoire le Grand : " Mon honneur est l'honneur de l'Église universelle. Mon honneur est la force solide de mes frères. Lorsqu'on rend à chacun l'honneur qui lui est dû, alors je suis honoré ". »

### Aucune autorité n'est supérieure au pape
Pastor æternus :
«  Parce que le droit divin de la primauté apostolique place le Pontife romain au-dessus de toute l'Église, nous enseignons et déclarons encore qu'il est le juge suprême des fidèles et que, dans toutes les causes qui touchent à la juridiction ecclésiastique, on peut faire recours à son jugement. Le jugement du Siège apostolique, auquel aucune autorité n'est supérieure, ne doit être remis en question par personne, et personne n'a le droit de juger ses décisions. C'est pourquoi ceux qui affirment qu'il est permis d'en appeler des jugements du Pontife romain au concile œcuménique comme à une autorité supérieure à ce Pontife, s'écartent du chemin de la vérité. »

### Anathème
Le chapitre se termine par la formule canonique d'anathème : «  Si donc quelqu'un dit que le Pontife romain n'a qu'une charge d'inspection ou de direction et non un pouvoir plénier et souverain de juridiction sur toute l'Église, non seulement en ce qui touche à la foi et aux mœurs, mais encore en ce qui touche à la discipline et au gouvernement de l'Église répandue dans le monde entier, ou qu'il n'a qu'une part plus importante et non la plénitude totale de ce pouvoir suprême ; ou que son pouvoir n'est pas ordinaire ni immédiat sur toutes et chacune des Églises comme sur tous et chacun des pasteurs et des fidèles, qu'il soit anathème. »

## L'infaillibilité pontificale
Pastor æternus affirme en son chapitre 4 : «  C'est pourquoi, nous attachant fidèlement à la tradition reçue dès l'origine de la foi chrétienne, pour la gloire de Dieu notre Sauveur, pour l'exaltation de la religion catholique et le salut des peuples chrétiens, avec l'approbation du saint concile, nous enseignons et définissons comme un dogme révélé de Dieu: le Pontife romain, lorsqu'il parle ex cathedra, c'est-à-dire lorsque, remplissant sa charge de pasteur et de docteur de tous les chrétiens, il définit, en vertu de sa suprême autorité apostolique, qu'une doctrine sur la foi ou les mœurs doit être tenue par toute l'Église, jouit, par l'assistance divine à lui promise en la personne de saint Pierre, de cette infaillibilité dont le divin Rédempteur a voulu que fût pourvue son Église, lorsqu'elle définit la doctrine sur la foi et les mœurs. Par conséquent, ces définitions du Pontife romain sont irréformables par elles-mêmes et non en vertu du consentement de l'Église. »
Suit la formule canonique : « Si quelqu'un, ce qu'à Dieu ne plaise, avait la présomption de contredire notre définition, qu'il soit anathème. »